# Humphrey V. de Bohun

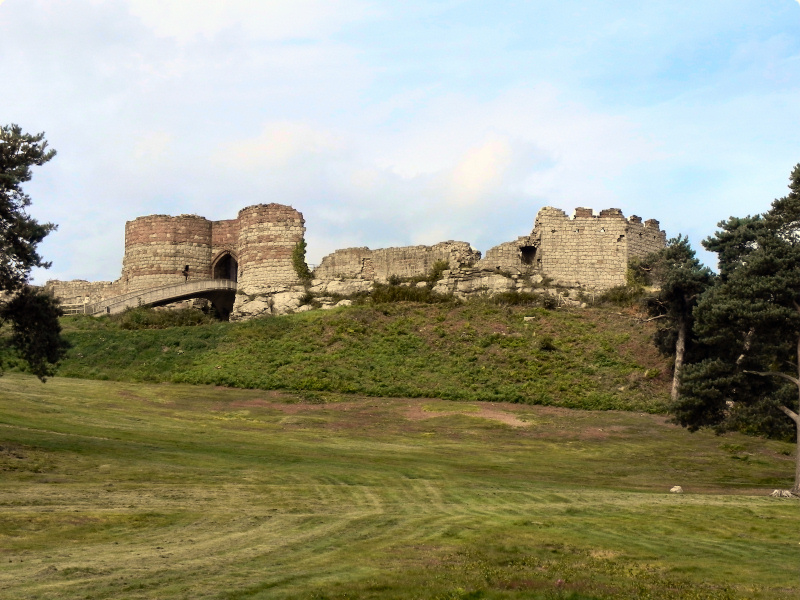
Beeston Castle, wo Humphrey V. de Bohun 1265 starb

Sir Humphrey V. de Bohun († 27. Oktober 1265 in Beeston Castle) war ein englischer Adliger und Rebell. 

## Herkunft und Heirat
Humphrey V. de Bohun entstammte der anglonormannischen Familie Bohun. Er war der älteste Sohn von Humphrey de Bohun, 2. Earl of Hereford und von Maud d'Eu, einer Tochter von Raoul de Lusignan, Graf von Eu. Er heiratete nach 1241 Eleanor de Braose, eine Tochter von William de Braose, 7. Baron of Bramber und von Eva Marshal. Seine Frau wurde 1246, nachdem auch der letzte Bruder ihrer Mutter ohne Nachkommen gestorben war, eine der Erbinnen der Besitzungen ihres Großvaters William Marshal, 1. Earl of Pembroke und erhielt aus dem Erbe die Herrschaft Brecknockshire in den Welsh Marches sowie Kington in Herefordshire. Sie starb etwa 1251, für seinen unmündigen Sohn übernahm Humphrey die Verwaltung von dessen Erbe. In zweiter Ehe heiratete Humphrey Joan de Quincy, die älteste Tochter von Robert de Quincy, Lord of Ware, einem jüngeren Sohn von Saer de Quincy, 1. Earl of Winchester. Die Mutter seiner zweiten Frau war Helen, die älteste Tochter des walisischen Fürsten Llywelyn ab Iorwerth.

## Leben
Ab 1262 wurden große Teile der von ihm verwalteten Herrschaft Brecknockshire von dem walisischen Fürsten Llywelyn ap Gruffydd erobert. Dennoch unterstützte Humphrey V. während des Zweiten Kriegs der Barone ab 1263 die Reformpartei unter Simon de Montfort, 6. Earl of Leicester, der mit dem walisischen Fürsten verbündet war. Dagegen war Humphreys Vater, der 1258 zunächst Montforts Reformpartei unterstützt hatte, ab 1261 wieder ein Unterstützer von König Heinrich III. Humphrey V. war zusammen mit Henry de Montfort als Zeuge der Reformpartei in Frankreich, als im Januar 1264 König Ludwig IX. von Frankreich im Mise of Amiens die Ziele der Reformpartei ablehnte. Der Schiedsspruch des französischen Königs brachte jedoch kein Ende des Konflikts, sondern führte zum Ausbruch des offenen Krieges zwischen dem englischen König und der Reformpartei. Eine königliche Streitmacht unter dem Thronfolger Eduard überfiel im April Humphreys V. Besitzungen in den Welsh Marches und eroberte Hay Castle. In der Schlacht von Lewes standen sich Vater und Sohn de Bohun im Mai 1264 feindlich gegenüber. Die Schlacht endete mit einem klaren Sieg der Reformpartei und Humphreys Vater geriet in Gefangenschaft. Humphrey V. wurde nun einer der wichtigsten Unterstützer von Montfort. Dieser konnte jedoch seine Herrschaft über England nicht dauerhaft behaupten. Im August 1265 kam es zwischen Anhängern des Königs und den Anhängern Montforts zur Schlacht von Evesham, die zum entscheidenden Sieg der königlichen Partei wurde. Humphrey V. geriet in der Schlacht verwundet in Gefangenschaft. Er wurde in Beeston Castle bei Chester eingekerkert, wo er wenige Monate später an seinen Verletzungen starb. Er wurde in Combermere Abbey begraben.

## Nachkommen
Mit seiner ersten Frau Eleanor hatte er mehrere Kinder, darunter:
- Humphrey de Bohun, 3. Earl of Hereford
- Alianore de Bohun († 1314) ⚭ Robert de Ferrers, 6. Earl of Derby
- Margary de Bohun ⚭ Theobald de Verdon, 1. Baron Verdon

Seine zweite Ehe mit Joan de Quincy blieb kinderlos.
Der König beauftragte nach seiner Gefangennahme Gilbert de Clare, 6. Earl of Hertford mit der Verwaltung von Brecknockshire, das jedoch fast vollständig in der Hand von Llywelyn ap Gruffydd war. Die Verwaltung seiner anderen Güter übernahm bis zur Volljährigkeit seines Sohnes Humphrey VI. sein Vater.